# Pindos
Vous lisez un « bon article » labellisé en 2019.
Le Pindos ou poney du Pinde (grec moderne : αλογάκι της Πίνδου / alogáki tis Píndhu) est une race de poneys native des montagnes du Pinde, dans les régions de Thessalie et d'Épire, en Grèce. Ses origines sont anciennes, mais incertaines. Elles sont probablement orientales, comme le rappelle son apparence physique. 
Le Pindos est un petit cheval harmonieux doté d'une longue tête, d'un corps étroit, d'un dos court, d'une queue attachée haut et de pieds très solides. Particulièrement résistant, il s'adapte aux conditions environnementales les plus difficiles et se contente d'une nourriture pauvre. Sa grande longévité est notable. Il est utilisé tant sous la selle que pour la traction. Son pied sûr lui permet d'être bâté pour les travaux agricoles et forestiers. Les juments servent à la production de mules. Le Pindos est peu représenté hors de son pays d'origine, où il constitue la race de poneys grecque native la plus nombreuse.

## Histoire
En français, la race porte le nom de « Pindos » ou de « poney de/du Pinde ». On rencontre aussi les noms « Pindus » et « Pindhos ». Il fait partie des six races de chevaux indigènes grecques officiellement identifiées.
D'après John Menegatos, professeur d'agriculture à l'université d'Athènes, le poney des Balkans, ancêtre des poneys grecs actuels, se divise en deux types, celui des montagnes et celui des plaines. Le Pindos appartient à la catégorie des poneys de montagne, puisqu'il doit son nom au Pinde,. Il forme aussi l'une des races de poneys grecs les mieux connues.
Les origines du Pindos sont anciennes, mais incertaines,,. Il est vraisemblablement élevé en Thessalie depuis l'Antiquité. L'ascendance orientale est en revanche certaine d'après les études génétiques,, comme le démontre par ailleurs son apparence physique,. Il provient probablement du Thessalien,. L'auteur anglais Elwyn Hartley Edwards, après l'avoir assimilé à cette dernière race dans les premières éditions de ses ouvrages, estime que la confusion entre le Pindos et le Thessalien est une erreur. Il est possible que la race ait reçu au cours des siècles l'influence des chevaux du Péloponnèse, notamment de l'Arcadie et de l'Épidaure. Le berceau du Pindos se trouve dans les montagnes de Thessalie et d'Épire,,. Le climat rude forge un petit cheval très résistant, la végétation rase et le sol pauvre ne permettant pas d'apports de nourriture substantiels. La notion de race est par ailleurs inégale, les chevaux grecs du continent ayant été beaucoup croisés du fait des nombreuses influences extérieures. Le Pindos est génétiquement proche du Pénée.
Ian Mason cite l'existence de cette race dès 1969. Le stud-book du Pindos est établi en 2002, avec une base de 81 étalons et 464 juments recensés sur le territoire grec (pour un total de 545 animaux). Le risque d'extinction qui pèse sur lui est reconnu en 2003. Un programme de conservation in vivo est mis en place entre 1998 et 2011.

## Description

### Morphologie
Plus grand que le Skyros, le Pindos mesure en moyenne entre 1,21 m et 1,25 m selon le Pr Menegatos, entre 1,21 m et 1,32 m selon l'auteure italienne Gianni Ravazzi (2002). La FAO donne des mesures de référence (collectées en 2001) de 1,27 m en moyenne chez les mâles pour 1,22 m chez les femelles. L'encyclopédie de CAB International (2016) cite une large fourchette de tailles allant de 1,15 m à 1,35 m. Le moins fiable guide Delachaux (2014 et 2016) indique 1,15 m à 1,25 m, tout comme l'ouvrage d'Elwyn Hartley Edwards.
Par comparaison au Thessalien, il est plus court et plus petit. Classé parmi les races de chevaux à sang chaud, il présente un ensemble harmonieux. Sa tête est assez longue, avec un profil droit ou légèrement convexe, lourde mais bien formée,,, dotée de petits yeux et d'un front large. Peu musclée, l'encolure est longue et fine, le garrot sorti. Le corps est étroit, avec peu de muscles dans  les cuisses, donnant une impression de faiblesse vite dissipée à l'usage,. Le dos est court (long selon Edwards), droit et fort,, se révélant beaucoup plus puissant que l'arrière-main. La croupe est inclinée,. La queue est attachée haut,,. Les épaules ne sont pas tout à fait rectilignes. Les jambes sont fortes mais fines, présentant peu d'os,. Les canons sont longs. Les pieds très durs et étroits ne nécessitent pas de ferrage,. Crinière et queue sont fournies.

### Robes
Les robes baies, bai-brunes, noires et grises sont les plus courantes,,, la FAO estimant qu'environ 70 % des chevaux sont bais ou bai-bruns, et les 30 % restants gris. Le pie n'est jamais rencontré chez la race. Le guide Delachaux prétend à l'existence du rouan chez le Pindos, une information qui n'est pas répercutée ailleurs.

### Tempérament, entretien et allures
Le Pindos est un animal de montagne au pied très sûr,, et au caractère vif. Il est réputé être têtu et obstiné,. Très résistant, il est capable de s'adapter aux conditions les plus difficiles et de se contenter d'une nourriture très pauvre,,. Son endurance est réputée exceptionnelle. Ses éleveurs ne le rentrent que les mois d'hiver, où il reçoit un complément de nourriture sous forme de foin, de fruits et de céréales. Il est également connu pour sa longévité. Des animaux de trente ans au travail sont parfois rencontrés. Les juments poulinent généralement tous les ans, dès l’âge de 35 mois en moyenne. Ce poney est considéré comme mature à l'âge de deux ans.
Le Pindos a fait l'objet d'une étude visant à déterminer la présence de la mutation du gène DMRT3 à l'origine des allures supplémentaire : l'étude de 15 sujets a permis de détecter la présence de cette mutation chez 23,3 % d'entre eux, ainsi que de confirmer l’existence de chevaux avec des allures supplémentaires parmi la race.

## Utilisations
Le Pindos est utilisé aussi bien pour la selle que pour l'attelage. Son pied sûr lui permet d'être bâté pour les travaux agricoles et forestiers,. Accouplées avec les petits ânes locaux, les juments font naître des mules,. On le retrouve aussi en lien avec l'industrie du tourisme en Grèce, et comme monture pour les enfants. Il est également simplement laissé à brouter en écopâturage, pour entretenir les espaces herbagés.

## Diffusion de l'élevage

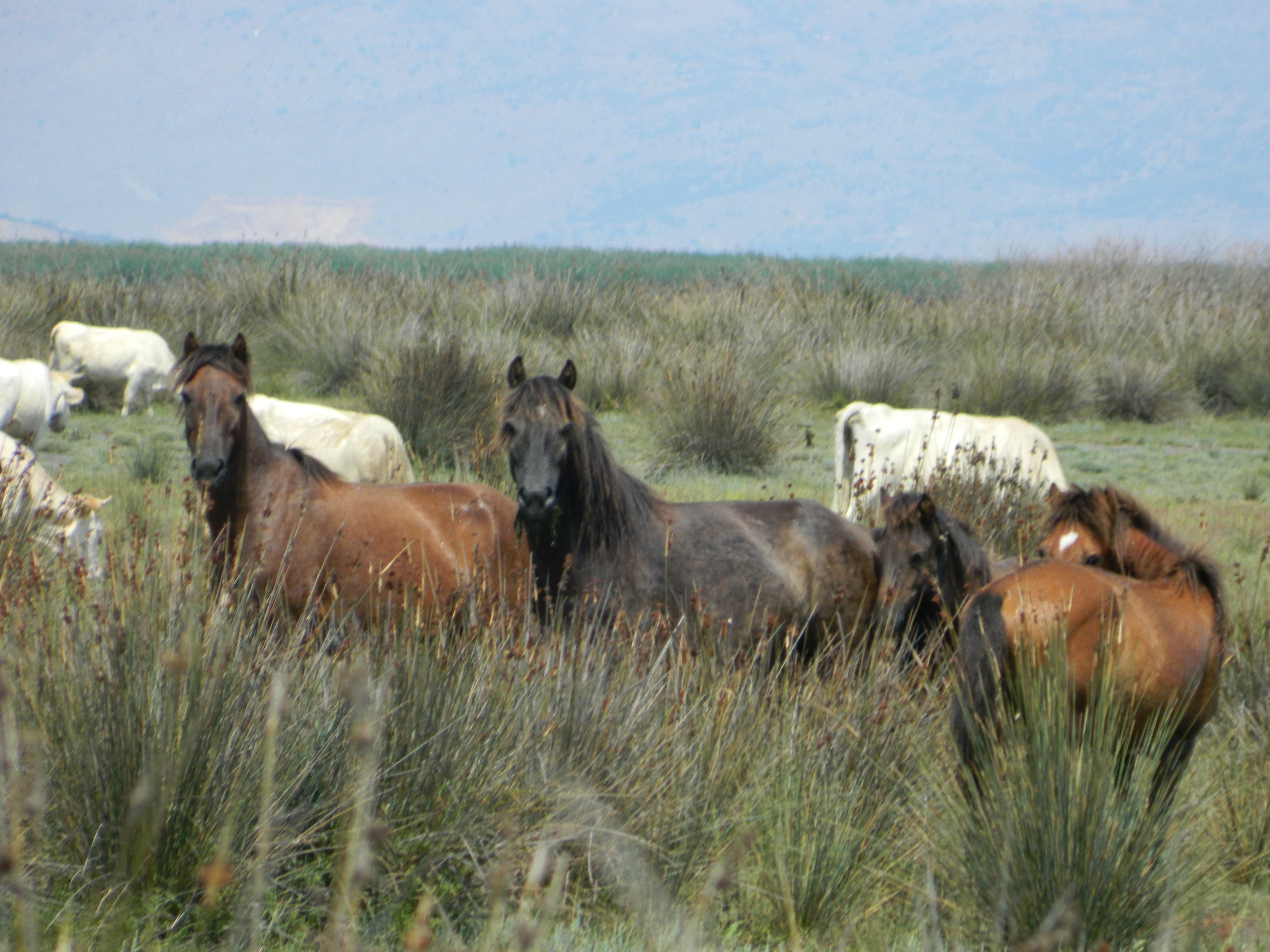
Chevaux sauvages dans le delta de l'Achéloos.

Le Pindos est considéré comme une race de chevaux locale et native de la Grèce. Présent dans le Nord du pays, soit la Thessalie, de l’Épire jusqu'à la Grèce centrale, ainsi que dans l'Ouest et le centre de la Macédoine, il constitue la plus répandue des races de chevaux grecques natives. Il ne se rencontre que très rarement en dehors de son pays d'origine.
Des populations spécifiques de poneys sauvages grecs sont parfois incluses dans la race du Pindos, c'est le cas de l'Axios, issu de Pindos à vocation agricole abandonnés dans les années 1960, ainsi que de l'Ainos et du Neochori.
La race est considérée comme menacée,, mais sa population, mieux recensée, a connu une nette croissance au début du XXIe siècle. Il constitue ainsi l'une des races grecques aux plus forts effectifs. L'étude menée par l'université d'Uppsala, publiée en août 2010 pour la FAO, le signale comme race de chevaux locale d'Europe en danger d'extinction, mais bénéficiant de mesures de protection.
| Année      | 2001              | 2002         | 2003 | 2004 | 2005 | 2006 | 2007 | 2008 | 2009 | 2010 | 2011 | 2012 | 2013 | 2015 | 2017 |
| ---------- | ----------------- | ------------ | ---- | ---- | ---- | ---- | ---- | ---- | ---- | ---- | ---- | ---- | ---- | ---- | ---- |
| Population | Entre 100 et 1000 | moins de 545 | 142  | 514  | 1204 | 1739 | 1876 | 2290 | 2474 | 2607 | 3420 | 4008 | 4291 | 5200 | 5216 |